# El Oficio
El Oficio es un yacimiento arqueológico argárico situado en la pedanía de Grima, en el municipio de Cuevas del Almanzora, Almería, España. Se levanta sobre la cima y las laderas de un cabezo de 235 m de altura y de difícil acceso, ubicado en el norte de Sierra Almagrera, zona rica en metales. En su base hay dos pequeñas ramblas y tres fuentes naturales. El mar está a cinco km al E.
Fue excavado inicialmente por los hermanos Enrique y Luis Siret que publicaron sus resultados en castellano bajo el título de Las primeras edades del metal en el sudeste de España en 1890. Los materiales recogidos en éste y otros yacimientos similares constituyeron el corpus básico para singularizar este grupo cultural, siendo estudiados una y otra vez por investigadores como B. Blance o H. Schubart.

## Yacimiento

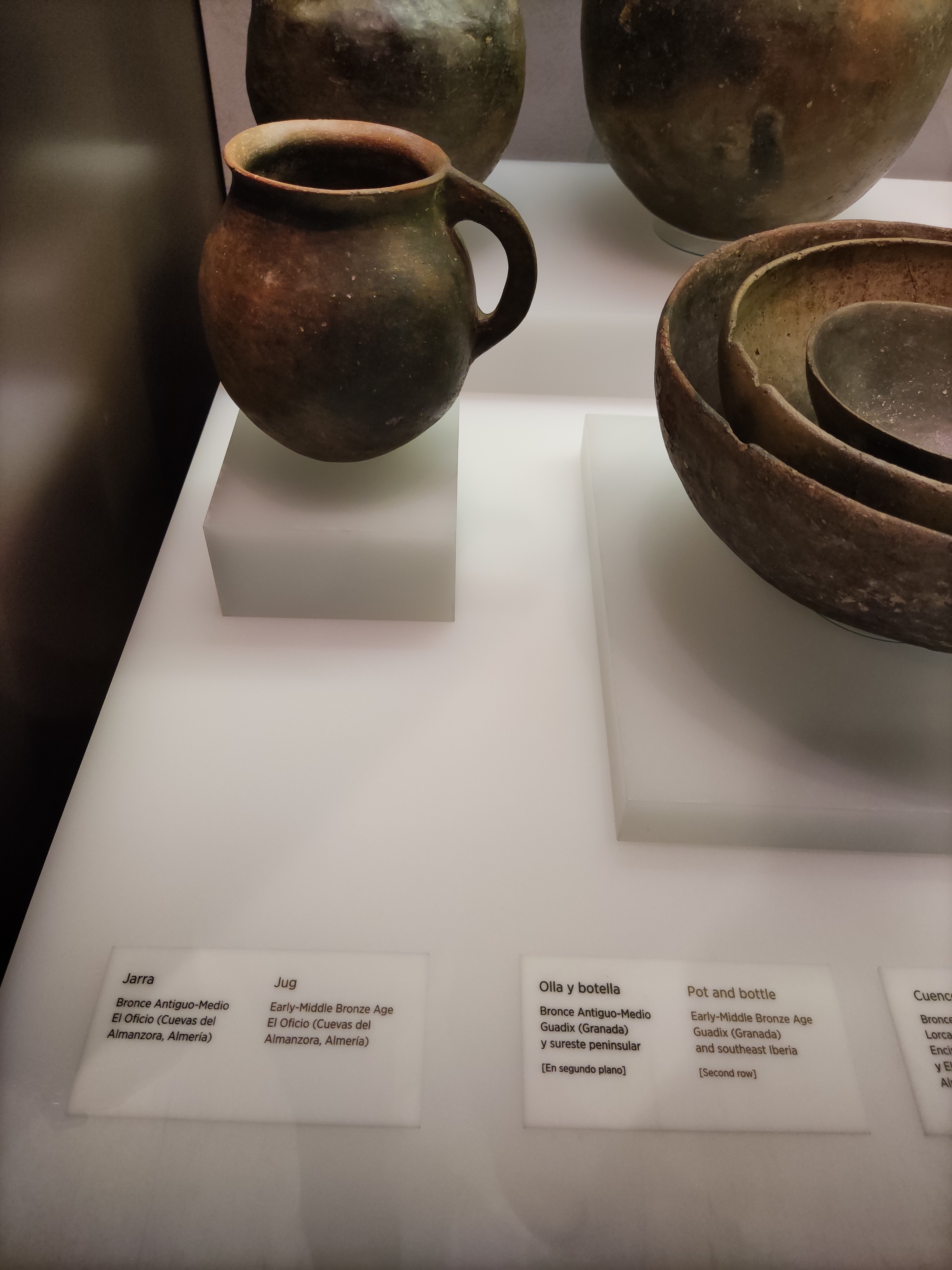
Jarra. Bronce antiguo - medio. Museo Arqueológico Nacional.

El Oficio fue un poblado de nueva fundación, sin antecedentes calcolíticos; de tamaño relativamente grande, tenía un espacio destinado exclusivamente a actividades metalúrgicas y una gran cisterna para el almacenamiento de agua. A pesar de estar situado en un cerro de fácil defensa se descubrió una doble muralla, dentro de la cual se han documentado viviendas de dos pisos y calles entre ellas. La planta de las casas tiene tendencia rectangular, fueron levantadas con piedras y barro revestido con arcilla y aparentan tener entre una y cinco habitaciones. Se encontraron en ellas casi 200 enterramientos.
Entre las ofrendas funerarias encontradas destacan dos pendientes de espiral en oro asociados en una misma cista a una diadema de plata y un puñal (solo se han descubierto siete enterramientos argáricos con presencia de oro); además se han hallado veintidós pendientes o anillos y un brazalete de plata, 83 pendientes y 24 brazaletes de bronce, dos collares de cuentas, dos puñales con remaches de plata, otros 51 cuchillos-puñales de diferentes tipos, cuatro alabardas, puntas de flecha de distintos tipos, dos hachas y una sierra, herramienta de la que solo existen otros seis ejemplares. Hay que añadir diversas ofrendas animales, mayoritariamente de buey y cabra.

## Economía y ritual
Aunque hay trazas de actividades agropecuarias, como lo atestiguan los 150 dientes de hoz y la importante cantidad de molinos manuales hallados, la principal industria sería la metalúrgica, a la que se dedicaba en exclusiva el recinto P de la casa n.º 3. Se han descubierto picos y martillos de piedra relacionados con la extracción de los minerales y moldes de piedra para fabricar los artefactos metálicos, hallados estos últimos en gran cantidad por todo el poblado. También se han documentado una cincuentena de piezas de telar y algunos tejidos que nos indican la existencia de una cierta industria textil.
Es uno de los pocos yacimientos argáricos en los que se ha creído identificar un posible lugar de culto, que consistiría en un altar de cuernos empotrado en el muro de un habitáculo; los santuarios y/o templos parecen no existir en esta época, lo cual contrasta abruptamente con el anterior periodo calcolítico y la posterior Edad del Hierro, en los que los sitios rituales son muy abundantes. El Oficio se podría considerar un lugar central, al mismo nivel que El Argar o La Bastida de Totana y, como estos otros, dominaría la región adyacente.